# Fargesia ungulata
Fargesia ungulata är en gräsart som beskrevs av Tai Hui Wen. Fargesia ungulata ingår i släktet bergbambusläktet, och familjen gräs. Inga underarter finns listade i Catalogue of Life.